# Первинно-прогресуючий розсіяний склероз
Перви́нно-прогресу́ючий розсі́яний склеро́з (перви́нний прогресу́ючий розсі́яний склеро́з, ППРС) — інвалідизуюча форма поширеного нейродегенеративного запального захворювання, котре відоме як розсіяний склероз (менш поширена назва — множинний склероз).
Ця форма розсіяного склерозу дуже важко піддається лікуванню і навіть уповільнити її розвиток, як і передбачити, які саме органи будуть вражені наступними, дуже важко. До недавніх пір лікування первинно-прогресуючого розсіяного склерозу базувалось на аутоімунній характеристиці цього захворювання з призначенням імунотропних засобів. Основні зусилля в підтримуючій терапії ППРС спрямовані на зниження гостроти запального процесу та уповільнення темпів інвалідизації, підвищення функціональної активності та поліпшення якості життя пацієнтів з цією формою захворювання.

## Особливості перебігу первинно-прогресуючого розсіяного склерозу
Первинно-прогресуючий розсіяний склероз характеризується постійним наростанням симптомів і поступовою невпинною втратою неврологічної функції. Ця форма розсіяного склерозу проходить зазвичай без виражених рецидивів і, відповідно, періодів ремісії з моменту прояву симптомів. Тим часом відбувається поступове руйнування мієлінової оболонки, котре призводить до інвалідизації. Перебіг (швидкість розвитку хвороби) при ППРС досить непередбачуваний і значною мірою варіює від пацієнта до пацієнта.

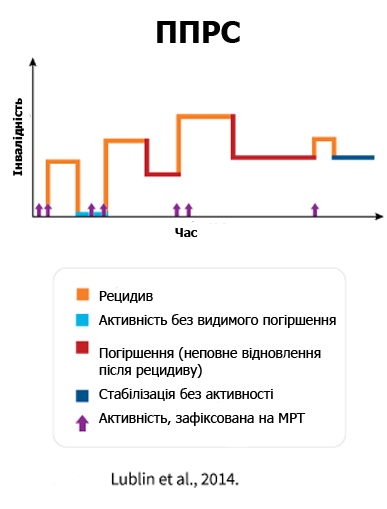
Перебіг первинно-прогресуючого розсіяного склерозу

Перебіг ППРС може мати короткі періоди стабілізації; може проходити із рецидивом або новою активністю на МРТ або без неї; а також періоди, коли відбувається наростання інвалідизації без нових рецидивів або уражень, видимих на знімках МРТ.
На графіку представлені види активності хвороби, які можуть відзначатися при ППРС з плином часу. Втім, досвід кожного пацієнта із ППРС буде унікальним. Первинно-прогресуючий розсіяний склероз в різні моменти часу може бути додатково охарактеризований як активний (із випадковим рецидивом та/або свідченням нової активності на знімках МРТ), або як неактивний розсіяний склероз. Так само він може визначатися як прогресуючий чи не прогресуючий (без об'єктивних симптомів чи свідчень погіршення стану).

## Статистика
За статистикою приблизно у 15 % хворих на розсіяний склероз встановлюється діагноз «первинно-прогресуючий розсіяний склероз». Згідно з останніми даними, у більшості хворих на розсіяний склероз на момент встановлення діагнозу реєструється або рецидивуюча, або первинно-прогресуюча форма.

## Лікування первинно-прогресуючого розсіяного склерозу
При визначенні схеми терапії ППРС, котра обов'язково проводиться з урахуванням індивідуальних даних пацієнта (клінічної форми, темпів прогресування захворювання тощо), дуже важливо діяти відповідно до рекомендацій, котрі базуються на принципах доказової медицини, тобто призначати препарати з високим рівнем доказовості. Наразі вирізняють чотири рівні (класи) доказовості клінічних досліджень:
- Рівень А (клас І): дослідження, які затверджені регуляторними органами, переконливі й остаточні, є найбільше рекомендованими;
- Рівень В (клас II): дослідження, які передбачають користь та ефективність проведеної терапії, але не затверджені регуляторними органами;
- Рівень С (клас III): порівняльні, кореляційні, «випадокконтроль» чи описові дослідження (не експериментальні), не є остаточними;
- Рівень U (клас IV): докази основані на клінічному досвіді або документальні, або на висновках групи експертів.

Зареєстрованих авторитетними регуляторами, зокрема FDA, засобів для етіотропного лікування ППРС до 2017 року не існувало. В 2017 році Управління з контролю якості лікарських засобів та продуктів харчування США (FDA) схвалило препарат окрелізумаб (бренд «Окревус») в якості першого та поки що єдиного на сучасному етапі розвитку медицини препарату для лікування двох форм розсіяного склерозу — первинно-прогресуючої та рецидивуючої.
В окремому дослідженні III фази по ППРС (ORATORIO), «Окревус» був першим і єдиним препаратом, який значно уповільнив прогресування інвалідизації та знизив активність захворювання на МРТ (кортикальні вогнища в головному мозку) в порівнянні з плацебо при медіані спостереження три роки.
У дослідженні ППРС відносна кількість пацієнтів з небажаними явищами і серйозними небажаними явищами у групах окрелізумабу та плацебо також були подібною. Найбільш поширеними небажаними явищами були реакції, пов'язані з інфузією, а також інфекції верхніх дихальних шляхів — в основному легкого та середнього ступенів важкості. Результати цих трьох досліджень III фази були опубліковані 19 січня 2017 року у виданні New England Journal of Medicine (NEJM) 3.
В Україні «Окревус» було зареєстровано 4 вересня 2017 року (наказ МОЗ України від 04.09.2017 № 1049, реєстраційне посвідчення №UA / 16278/01/01) з показаннями: «Лікування дорослих пацієнтів з рецидивуючою або первинно-прогресуючою формами розсіяного склерозу».